# Gian Paolo Cavarai
Gian Paolo Cavarai (* 27. August 1939 in Jimma) ist ein italienischer Diplomat im Ruhestand.

## Studium
1962 erhielt er das Diplom in Rechtswissenschaft der Universität La Sapienza.

## Werdegang
1967 trat er in den auswärtigen Dienst. Von 1970 bis 1978 war er Gesandtschaftssekretär zweiter Klasse in Ottawa, anschließend Gesandtschaftssekretär erster Klasse in Dublin.
1978 wurde er in der Abteilung Migration in Rom beschäftigt. 1980 wurde er Gesandtschaftsrat in Belgrad. 1984 wurde er Gesandtschaftsrat erster Klasse bei der EU-Kommission in Brüssel. 1988 leitete er die Abteilung EU-Kommission in Rom. 1991 wurde er zum außerordentlichen Gesandten und Ministre plénipotentiaire zweiter Klasse ernannt.
1992 war er diplomatischer Berater des Finanzministers. 1993 war er stellvertretender Direktor der Handelsabteilung im Ministerium für auswärtige Angelegenheiten und internationale Zusammenarbeit (Italien), sowie stellvertretender Sherpa am G7-Gipfel in Tokio 1993 und Strategischer Ausschuss für den Euro, im römischen Finanzministerium. Von 1998 bis 2002 war er Botschafter in Tel Aviv. Von 2003 bis 2005 war er Botschafter in Athen.
| Vorgänger          | Amt                                             | Nachfolger                 |
| ------------------ | ----------------------------------------------- | -------------------------- |
| Giuseppe Panocchia | Italienischer Botschafter in Tel Aviv 1998–2002 | Giulio Terzi di Sant'Agata |
| Agostino Mathis    | Italienischer Botschafter in Athen 2003–2005    | Gianpaolo Scarante         |